# George Dickie (botánico)
George Dickie (21 de diciembre de 1812, Aberdeen - 10 de junio de 1882) fue un botánico escocés, especializado en algas.

## Biografía
Cursó estudios de arte, y luego de medicina en las universidades de Aberdeen y Edimburgo. Se convirtió en un profesor de botánica en King's College, Aberdeen, y luego como bibliotecario de la Universidad. En 1849, fue nombrado primer profesor de Historia Natural de Queen's College, Belfast. En 1860, retornó a la Universidad de Aberdeen como profesor de Botánica.
Dickie trabajó, lo más importante en el alcance y la profundidad de las algas marinas y en el material de la expedición Challenger.

## Algunas publicaciones

### Libros
- george Dickie. 1864. A flora of Ulster, and botanist's guide to the north of Ireland. Editor C. Aitchison, xix + 179 pp. en línea. Edición reimpresa de BiblioBazaar, 200 pp. ISBN 1146606672 2010

- -----------------. 1838. Flora abredonensis. 70 pp. en línea. Edición reimpresa de BiblioBazaar, 96 pp. ISBN 1175478318 2011

## Honores
Miembro de
- Sociedad Linneana de Londres, 1863
- Royal Society, 1881

### Epónimos
- (Primulaceae) Aleuritia dickieana (Watt) Soják[1]

- (Woodsiaceae) Cystopteris dickieana R.Sim[2]

- La abreviatura «Dickie» se emplea para indicar a George Dickie como autoridad en la descripción y clasificación científica de los vegetales.[3]